# Kopp-kopp (film)
A Kopp-kopp (eredeti cím: Knock Knock) 2015-ös amerikai erotikus thriller Eli Roth rendezésében, aki a forgatókönyvet közösen írta Guillermo Amoedóval és Nicolás Lópezzel. A főszerepben Keanu Reeves, Lorenza Izzo és Ana de Armas látható. A filmet 2015. október 9-én mutatta be a Lionsgate Premiere. A film az 1977-ben bemutatott Death Game című film remake-je, amelyet Peter S. Traynor rendezett, és amelyben Sondra Locke és Colleen Camp játszotta a főszerepet. Mindhárom személy részt vett a Kopp-kopp című film elkészítésében, míg Campnek egy cameoszerepe is volt az újabb filmben.

## Rövid történet
Egy odaadó apa segít két bajba jutott fiatal nőnek, akik bekopogtatnak hozzá, de kedves gesztusa veszélyes csábításba és halálos macska-egér játékba torkollik.

## Cselekmény
Evan Webber egy boldog életet élő családapa két gyermekkel, és mérnökként dolgozik. Egyik nap a család egy kirándulásra indulna, de Evan nem tart velük sérülése miatt. Aznap este Evan éppen a munkáját végzi, amikor bekopogtat hozzá két tizenéves lány, akik egy bizonyos Gregory-t keresnek. Mivel nincs a környéken ilyen nevű ember, ráadásul a két lány(Bel és Genesis) bőrig ázott, Evan beinvitálja őket, hogy megszáradhassanak és hogy telefonáljanak. Azonban ahogy telik az idő, Evan hív egy ubersofőrt, de a lányok a fürdőszobában vártak rá. A sofőr bosszúsan távozik, míg a lányok elcsábítják a férfit, akik arra veszik rá, hogy megcsalja feleségét.
Másnap Evan meztelenül magához tér, majd a lányokat a konyhában találja. Bosszúsan szól hozzájuk, majd elviszi őket a város közepén lévő parkba, és elbúcsúzik tőlük. Azonban a páros kegyetlen tervet forral Evan ellen, hogy lejárassák, és hogy tönkretegyék az életét.
A lányok betörnek Evan-hoz és elkezdik rongálni a berendezést, szétszaggatni a ruhákat, és összefirkálni a falakat. Evan nem tudja ezt megakadályozni, mert kiütik, és egy székhez kötözik. Majd az ágyához kikötik, ahol Genesis megerőszakolja őt, de a férfi leveti magáról, és megpróbál elmenekülni, sikertelenül, mert megbotlik, és így a lányok úgy döntenek, hogy nyakig a kertbe temetik Evan-t, házát pedig feldúlják.
Mikor a család hazaér, a ház romokban hever, Evanról pedig kikerült Facebookra egy kompromittáló videó...

## Szereplők
| Szerep         | Színész          | Magyar hang        |
| -------------- | ---------------- | ------------------ |
| Evan Webber    | Keanu Reeves     | László Zsolt       |
| Genesis        | Lorenza Izzo     | Bogdányi Titanilla |
| Bel            | Ana de Armas     | Lamboni Anna       |
| Karen Alvarado | Ignacia Allamand | Böhm Anita         |
| Jake           | Dan Baily        | N/A                |
| Lisa           | Megan Baily      | N/A                |
| Louis          | Aaron Burns      | Potocsny Andor     |
| Vivian         | Colleen Camp     | Grúber Zita        |

## Gyártás
2014. április 4-én Keanu Reeves csatlakozott a szereplőgárdához, aki Evan Webbert alakítja. Ignacia Allamand chilei színésznő is csatlakozott a filmhez. A forgatás Santiago de Chilében volt. Eli Roth kijelentette, hogy Chilében könnyebb forgatni, mint az Egyesült Államokban.

## Megjelenés
2015. január 26-án a Lionsgate megvásárolta a film forgalmazási jogait. A Kopp-kopp premierje 2015. január 23-án volt a Sundance Filmfesztiválon. A filmet 2015. október 9-én mutatták be az Egyesült Államokban.

### Médiakiadás
2015. december 8-án jelent meg DVD-n és Blu-rayen.